# شهرآورد پنجاهم تهران
 شهرآورد پنجاهم تهران، رقابتی است که در سال ۱۳۷۹ مابین دو تیم باشگاه فوتبال پرسپولیس و استقلال در تاریخ ۹ دی ۱۳۷۹ در ورزشگاه آزادی، تهران برگزار شده‌ و با نتیجه ۲ بر ۲ به پایان رسیده است.

## جزئیات مسابقه
| استقلال                                                                 | ۲ – ۲ | پرسپولیس                                                  |
| ----------------------------------------------------------------------- | ----- | --------------------------------------------------------- |
| نوازی ۷۰' · هاشمی‌نسب ۸۵' · پرویز برومند '۸۸ · هاشمی‌نسب · سامره · همدانی |       | رهبری‌فر ۶۰' (پنالتی) · کریمی ۹۰' · رأفت · پیروانی · حلالی |

| استقلال:       |                    |     |
|                |                    |     |
| ۱              | پرویز برومند       |     |
| ۲              | جواد زرینچه (ک)    |     |
| ۷              | ستار همدانی        |     |
| ۱۱             | یداله اکبری        |     |
| ۸              | محمد نوازی         |     |
| ۱۵             | فرزاد مجیدی        |     |
| ۱۴             | سیروس دین‌محمدی     |     |
| ۶              | محمود فکری         |     |
| ۲۲             | علیرضا واحدی‌نیکبخت |     |
| ۲۰             | مهدی هاشمی‌نسب      | '۸۸ |
| ۱۸             | علی سامره          | '۹۰ |
| تعویضی‌ها:      |                    |     |
| ۱۷             | احمد مومن‌زاده      | '۸۸ |
| ۲۹             | مسعود قاسمی        | '۹۰ |
| سرمربی:        |                    |     |
| منصور پورحیدری |                    |     |

| پرسپولیس: |                      |  |
|           |                      |  |
| ۱         | احمدرضا عابدزاده (ک) |  |
| ۵         | افشین پیروانی        |  |
| ۴         | علی انصاریان         |  |
| ۷         | حمید استیلی          |  |
| ۱۱        | حامد کاویانپور       |  |
| ۲۰        | بهروز رهبری‌فر        |  |
| ۲۴        | مهدی تارتار          |  |
| ۱۶        | رضا شاهرودی          |  |
| ۸         | علی کریمی            |  |
| ۱۵        | اسماعیل حلالی        |  |
| ۱۹        | پایان رافت           |  |
| تعویضی‌ها: |                      |  |
| ۳         | حسن خان‌محمدی         |  |
|           | ایران                |  |
| سرمربی:   |                      |  |
| علی پروین |                      |  |

| مقامات رسمی مسابقه - کمک داورها: - کیم دای یونگ - کیم چونگ هو - علی خسروی | قوانین بازی - ۹۰ دقیقه - بدون زمان اضافه یا ضربات پنالتی - تنها سه تعویض |

## جنجالی‌ترین شهرآورد تهران
این مسابقه، به‌دلیل جنجال‌ها و ضرب و شتم‌های در حین و بعد از پایان بازی به عنوان یکی از جنجالی‌ترین شهرآوردهای تهران شناخته می‌شود.
دلیل اصلی جنجال‌های این بازی حضور مهدی هاشمی‌نسب در تیم استقلال بود. بازیکنی که قبل از این ۳ سال در  پرسپولیس بازی می‌کرد و ۴ گل هم در شهرآوردها به استقلال زده‌بود.
از همان ابتدا دو تیم با خشونت بازی کردند و داور مجبور شد در دقیقه سه به افشین پیروانی کارت زرد نشان دهد.
بازی تا دقیقه ۵۸ با تساوی بدون گل پیش می‌رفت تا اینکه در این دقیقه ستار همدانی در محوطه جریمه بر روی علی کریمی مرتکب خطا شد و داور بازی اعلام ضربه پنالتی کرد. رهبری‌فر پنالتی را گل می‌کند تا  پرسپولیس با یک گل پیش بیافتد.
در دقیقه ۶۸ محمد نوازی روی یک ضربه آزاد و از نزدیکی‌های نقطه کرنر دروازهٔ عابدزاده را باز می‌کند تا بازی به تساوی کشیده شود. با این گل درگیری‌های بازی بیشتر می‌شود و یدالله اکبری مصدوم می‌شود و روی زمین می‌افتد چند بازیکن با یکدیگر درگیر می‌شوند و اعضای نیمکت دو تیم هم به داخل زمین می‌آیند.
در دقیقه ۸۵ واحدی‌نیکبخت توپ را به روی دروازه ارسال کرد و هاشمی‌نسب با یک ضربه سر توپ را از فراز دستان عابدزاده وارد دروازه باشگاه فوتبال پرسپولیس کرد و از خوشحالی این گل در بیرون از زمین چمن و در نزدیکی نیمکت ذخیره استقلال بر روی زمین دراز کشید. شایعاتی مبنی‌ بر بیهوش شدن این بازیکن نیز وجود دارد که از هیچ منبع معتبری تایید نشده است. این اتفاق با اعتراض علی پروین همراه بود.
بعد از این گل تیم  پرسپولیس یک پارچه حمله‌ور شد تا اینکه خیلی زود و در دقیقه ۸۷، علی کریمی با ضربه قیچی بازی را به تساوی کشاند.
بازی به وقت‌های تلف شده رسید و یک پاس برای پایان رأفت که او را با برومند تک به تک می‌کند، برومند توپ را جمع می‌کند و بعد از اینکه بازی را با یک ضربه آغاز میکند با پایان رأفت دچار بحث کلامی می‌شود و در پی این بحث یک مشت به صورت او می‌زند. همین مشت باعث شد تا همه با هم دعوا کنند. داور بازی پس از مشورت با کمک داور برومند را از بازی اخراج میکند.
پس از سوت پایان بازی درگیری شدیدی بین نوازی و استیلی نیز رخ داد. مهدی تارتار با یک پرش بلند با کف استوک به پشت نوازی کوبید. فرزاد مجیدی و علی سامره و رهبری‌فر هم وارد دعوا شدند. عده‌ای از بازیکنان هم مثل دین‌محمدی، نیکبخت، علی کریمی و پیروانی قصد داشتند بازیکنان را جدا کنند.
زمین چمن آزادی به رینگ بوکس تبدیل شد و این درگیری‌ها به تماشاگران هم منتقل شد و بیرون از ورزشگاه به جان هم افتادند که باعث شد اتوبوس‌های شرکت واحد به شدت صدمه ببینند و چند راننده هم مورد ضرب‌وشتم قرار گیرند.
پس از پایان این بازی چند بازیکن از دو تیم  پرسپولیس و استقلال برای مدتی از تمامی فعالیت‌های ورزشی محروم شدند.
- لیست محرومان:
- محمد نوازی: ۱ سال
- پرویز برومند: ۱ سال
- حمید استیلی: ۹ ماه
- ناصر ابراهیمی (مربی پرسپولیس): ۶ ماه
- مهدی تارتار: ۶ ماه
- بهروز رهبری‌فر: ۴ ماه
- ولی‌الله صالح‌نیا (مربی بدنساز استقلال): ۲ ماه
- علی سامره: ۲ هفته
- فرزاد مجیدی: ۲ هفته